# Volpiano
Volpiano (en français Volpian) est une commune italienne d'environ 15 200 habitants (2022), située dans la ville métropolitaine de Turin, dans la région Piémont, dans le Nord-Ouest de l'Italie.

## Histoire
En l'an 25 av. J.-C., le territoire de l'actuelle commune de Volpiano, habité par les Salasses et les Taurins, fut intégré à l'empire romain après la victoire de l'empereur Auguste sur les Salasses. Les Romains ne se limitèrent pas à une simple conquête, mais construisirent des routes pour, en étendant le réseau des voies romaines, faciliter les communications depuis la capitale de l'empire. Par Volpiano, passait la route qui reliait Augusta Taurinorum (Turin) à Eporedia (Ivrée) et à Augusta Praetoria (Aoste).
Aux Ve et  VIe siècles, Volpiano eut à subir les invasions barbares et fut soumise par les Lombards.
Vers 560 a été construit le château de Volpiano sur la pointe extrême de la Vauda, afin de contrôler la zone environnante.
En 771, Charlemagne, par la guerre qu'il mène contre les Lombards, entame la réunification de l'Europe, qui aboutira à la création du Saint-Empire romain germanique. Ne pouvant pas contrôler directement la totalité de l'empire, il le divisait en parties, dont les territoires étaient attribués à des hommes de confiance, donnant ainsi naissance à la féodalité. Mais les seigneurs féodaux réclamaient une plus grande autonomie et, parmi ceux-ci le comte Roberto da Volpiano, qui avait épousé Perinthia, fille du roi d'Italie Arduin.

## Culture
Volpiano est une ville italienne jumelée à Castries (Hérault), en France.

## Administration
| Période                                  | Période     | Identité           | Étiquette       | Qualité |
| ---------------------------------------- | ----------- | ------------------ | --------------- | ------- |
| 30 mai 2006                              | 16 mai 2011 | Francesco Goia     | Centro-Sinistra |         |
| 16 mai 2011                              | En cours    | Emanuele De Zuanne | Centro-Sinistra |         |
| Les données manquantes sont à compléter. |             |                    |                 |         |

### Hameaux ("frazioni")
Cascine Di Malone

### Communes limitrophes
San Benigno Canavese, Lombardore, Chivasso, Leinì, Brandizzo, Settimo Torinese